# Unterseeboot 566
L'Unterseeboot 566 ou U-566 est un sous-marin allemand (U-Boot) de type VIIC utilisé par la Kriegsmarine pendant la Seconde Guerre mondiale.
Le sous-marin fut commandé le 24 octobre 1939 à Hambourg (Blohm & Voss), sa quille fut posée le 30 mars 1940, il fut lancé le 20 février 1941 et mis en service le 17 avril 1941, sous le commandement du Kapitänleutnant Dietrich Borchert.
Il fut sabordé au large du Portugal par son équipage en octobre 1943, après avoir été endommagé par un Wellington.

## Conception
Unterseeboot type VII, l'U-566 avait un déplacement de 769 tonnes en surface et 871 tonnes en plongée. Il avait une longueur totale de 67,10 m, un maître-bau de 6,20 m, une hauteur de 9,60 m et un tirant d'eau de 4,74 m. Le sous-marin était propulsé par deux hélices de 1,23 m, deux moteurs diesel Germaniawerft M6V 40/46 de 6 cylindres en ligne de 1 400 cv à 470 tr/min, produisant un total de 2 060 à 2 350 kW en surface et de deux moteurs électriques BBC GG UB 720/8 de 375 cv à 295 tr/min, produisant un total 550 kW, en plongée. Le sous-marin avait une vitesse en surface de 17,7 nœuds (32,8 km/h) et une vitesse de 7,6 nœuds (14,1 km/h) en plongée. Immergé, il avait un rayon d'action de 80 milles marins (150 km) à 4 nœuds (7,4 km/h; 4,6 milles par heure) et pouvait atteindre une profondeur de 230 m. En surface son rayon d'action était de 8 500 milles nautiques (soit 15 700 km) à 10 nœuds (19 km/h).
L'U-566 était équipé de cinq tubes lance-torpilles de 53,3 cm (quatre montés à l'avant et un à l'arrière) qui contenait quatorze torpilles. Il était équipé d'un canon de 8,8 cm SK C/35 (220 coups) et d'un canon antiaérien de 20 mm Flak. Il pouvait transporter 26 mines TMA ou 39 mines TMB. Son équipage comprenait 4 officiers et 40 à 56 sous-mariniers.

## Historique
Il reçut sa formation de base au sein de la 1. Unterseebootsflottille jusqu'au 1er août 1941, puis il intégra sa formation de combat dans cette même flottille.
Sa première patrouille fut précédée d'un court trajet de Trondheim à Kirkenes. Elle commença le 30 juillet 1941 au départ de Kirkenes.
Le 3 septembre, l'U-566 fut attaqué sans succès par un sous-marin soviétique près de l'île Kildine.
Avant sa troisième patrouille, il fit de courts passages à Bergen ainsi qu'à Kiel. L'U-566 prit le cap pour la haute mer au départ de Kristiansand le 9 décembre. Il navigua entre les îles Féroé et les Shetland, à l'ouest de l'Irlande et dans le golfe de Gascogne. Il rentra à Lorient après quinze jours en mer.
Le 14 février 1942, il connait pour la première fois le succès lors de sa quatrième patrouille, coulant le Meropi du convoi ON-60, à 35 milles (65 km) à l'est-sud-est de la Nouvelle-Écosse.
Sa cinquième patrouille commença le 8 avril 1942, au départ de Brest, qui restera son port d'attache jusqu'à la fin de sa carrière.
Le 1er juin, il coula par mitraillage et par torpillage le navire britannique Westmorland à 240 milles marins (440 km) au nord-est des Bermudes.
Lors de sa sixième patrouille, il navigua dans l'Atlantique Nord, vers nord-est des Açores. Le 17 août, il coula un navire marchand norvégien du convoi SL-118 à l'Ouest de l'Espagne. Le 25 août, le convoi SL-119 est signalé par l'U-214, à l'est des Açores. L'opération prit fin le 28 août, avec trois bâtiments envoyés par le fond, dont deux par l'U-566 et un par l'U-156.
Le 7 novembre, il coula le navire Glenlea du convoi ON-142 au milieu de l'Atlantique. Dix jours plus tard, il subit une attaque d'un Hudson du Squadron RAF No. 233. Gravement endommagé, l'U-566 cesse sa patrouille.
Dans la nuit du 26 avril 1943, il est repéré par un projecteur maritime d'un Wellington de la No. 172 Squadron RAF (en) et attaqué par six charges de profondeurs. Il est tellement endommagé qu'il se trouve incapable de plonger. Il est escorté vers la base par quatre avions Ju88 complétés d'une escorte navale.
Lors de sa dixième patrouille, qui commença le 5 juillet 1943, il navigua au large des côtes américaines.
Le 5 août 1943, il connut de nouveau le succès lorsqu'il coula le USS Plymouth à 120 milles marins (220 km) au sud-est du Cap Henry (Virginie). Deux jours après il fut attaqué par un Lockheed Ventura de la marine des États-Unis de l'escadron VP-128, à 300 milles marins (560 km) à l'est du Cap Charles, également dans l'état de Virginie. L'avion (précédemment identifié comme étant un B-25 Mitchell) fut abattu avec la défense anti-aérienne, les cinq aviateurs de l'équipage périrent. Puis à 18 h 15, le sous-marin fut de nouveau attaqué par quatre charges de profondeur de deux Ventura et par huit charges de profondeur d'un Martin Mariner. 
L'U-566 plonge et s'échappe avec seulement quelques dégâts mineurs, après avoir abattu deux avions et endommagé deux autres dans la même journée. Un membre d'équipage fut blessé à la main gauche au cours des dernières attaques de mitraillage et quatre hommes, dont le commandant, souffrirent des tympans en raison des plongées d'urgence.
Dans la nuit du 24 octobre 1943, un bombardier Vickers Wellington HF132 fait une approche avec un projecteur après avoir localisé l'U-566 au moyen du sonar. Malgré quelques dégâts faits par la flak à sa dérive, l'aéronef largue six charges de profondeur qui explosent de chaque côté de la poupe, détruisant le gouvernail et la flexion[pas clair] de l’arbre d’hélice, laissant l' U-566 incapable de plonger. L'avion quadrille le secteur pendant trois heures jusqu'à épuisement de son carburant. Le commandant Hornkohl ordonne l'évacuation du navire et l'embarquement dans les canots pneumatiques avant de saborder le sous-marin à 4 h 30, à la position 41° 12′ N, 9° 31′ O.
L'ensemble de l'équipage de quarante-neuf hommes est sauvé cinq heures plus tard par le chalutier espagnol Fina environ 30 milles marins (56 km) de la côte espagnole. Il débarque à La Corogne le jour même et quitte l'Espagne par train, en tenues civiles le 28 octobre. Il arrive à Brest trois jours plus tard, est transféré à l'U-1007 et reprend ainsi le service.
La plupart des sous-mariniers de cet équipage survivent à la guerre ; en 1970, ils rencontrent l'équipage de l'avion qui coula jadis l'U-566. Son pilote est décoré de la Distinguished Flying Medal pour cette victoire.

## Commandement
- Kapitänleutnant Dietrich Borchert du 17 avril 1941 au 24 juillet 1942.
- Oberleutnant zur See Gerhard Remus du 25 juillet 1942 au 24 janvier 1943.
- Kapitänleutnant Hans Hornkohl du 25 janvier 1943 au 24 octobre 1943.

## Affectations
- 1. Unterseebootsflottille du 17 avril 1941 au 1er août 1941 (Période de formation).
- 1. Unterseebootsflottille du 1er août 1941 au 24 octobre 1943 (Unité combattante).

## Patrouilles
|       | Commandant               | Départ            | Départ       | Arrivée            | Arrivée      | Jours     | Succès   |
| ----- | ------------------------ | ----------------- | ------------ | ------------------ | ------------ | --------- | -------- |
|       | Kptlt. Dietrich Borchert | 26 juillet 1941   | Trondheim    | 29 juillet 1941    | Kirkenes     | 4 jours   |          |
| 1     | Kptlt. Dietrich Borchert | 30 juillet 1941   | Kirkenes     | 19 août 1941       | Kirkenes     | 21 jours  |          |
| 2     | Kptlt. Dietrich Borchert | 30 août 1941      | Kirkenes     | 20 septembre 1941  | Kirkenes     | 22 jours  |          |
|       | Kptlt. Dietrich Borchert | 22 septembre 1941 | Kirkenes     | 27 septembre 1941  | Bergen       | 6 jours   |          |
|       | Kptlt. Dietrich Borchert | 29 septembre 1941 | Bergen       | 2 octobre 1941     | Kiel         | 4 jours   |          |
|       | Kptlt. Dietrich Borchert | 3 décembre 1941   | Kiel         | 4 décembre 1941    | Kristiansand | 2 jours   |          |
| 3     | Kptlt. Dietrich Borchert | 9 décembre 1941   | Kristiansand | 23 décembre 1941   | Lorient      | 15 jours  |          |
| 4     | Kptlt. Dietrich Borchert | 15 janvier 1942   | Lorient      | 9 mars 1942        | Brest        | 54 jours  | 4 181    |
| 5     | Kptlt. Dietrich Borchert | 8 avril 1942      | Brest        | 30 juin 1942       | Brest        | 84 jours  | 8 967    |
| 6     | Oblt. Gerhard Remus      | 6 août 1942       | Brest        | 5 septembre 1942   | Brest        | 31 jours  | 20 692   |
| 7     | Oblt. Gerhard Remus      | 28 octobre 1942   | Brest        | 1er décembre 1942  | Brest        | 35 jours  | 4 252    |
| 8     | Oblt. Hans Hornkohl      | 6 février 1943    | Brest        | 25 mars 1943       | Brest        | 48 jours  |          |
| 9     | Kptlt. Hans Hornkohl     | 24 avril 1943     | Brest        | 28 avril 1943      | Brest        | 5 jours   |          |
| 10    | Kptlt. Hans Hornkohl     | 5 juillet 1943    | Brest        | 1er septembre 1943 | Brest        | 59 jours  | 2 265    |
| 11    | Kptlt. Hans Hornkohl     | 18 octobre 1943   | Brest        | 24 octobre 1943    | Coulé        | 7 jours   |          |
| Total | Total                    | Total             | Total        | Total              | Total        | 397 jours | 40 357 t |

Note : Kptlt. = Kapitänleutnant - Oblt. = Oberleutnant zur See

### OpérationsWolfpack
L'U-566 opéra avec les Rudeltaktik (meute de loups) durant sa carrière opérationnelle.
- Pfadfinder (21-27 mai 1942)
- Blücher (14-28 août 1942)
- Natter (2-8 novembre 1942)
- Westwall (8-22 novembre 1942)
- Neptun (18 février - 3 mars 1943)
- Westmark (6-11 mars 1943)

## Navires coulés
L'U-566 coula 6 navires totalisant 38 092 tonneaux et 1 navire de guerre de 2 265 tonneaux au cours des 11 patrouilles (397 jours en mer) qu'il effectua.
| Date            | Nom             | Nationalié         | Tonnage | Fait  |
| --------------- | --------------- | ------------------ | ------- | ----- |
| 15 avril 1942   | Meropi          | Grèce              | 4 181   | Coulé |
| 1er juin 1942   | Westmorland     | Royaume-Uni        | 8 967   | Coulé |
| 17 août 1942    | Triton          | Norvège            | 6 607   | Coulé |
| 28 août 1942    | City of Cardiff | Royaume-Uni        | 5 661   | Coulé |
| 28 août 1942    | Zuiderkerk      | Pays-Bas           | 8 424   | Coulé |
| 7 novembre 1942 | Glenlea         | Royaume-Uni        | 4 252   | Coulé |
| 5 août 1943     | USS Plymouth    | United States Navy | 2 265   | Coulé |